# Alfred Kleusberg
Alfred Kleusberg (* 1. Oktober 1949 in Ellingen) ist ein deutscher Geodät  und war von 1997 bis 2018 Leiter des Instituts für Navigation an der Universität Stuttgart.

## Leben
Kleusberg studierte von 1971 bis 1974 Vermessungswesen an der Fachhochschule Bochum Außenstelle Recklinghausen (Suderwich) und von 1974 bis 1978 Geodäsie an der TU Berlin. Als junger Diplomingenieur wurde er wissenschaftlicher Mitarbeiter an der Universität der Bundeswehr München und später an der Universität Stuttgart, wo er 1984 zum Dr.-Ing. promovierte. Danach ging er für 13 Jahre nach Kanada: zunächst als Postdoc. Research Associate an der University of New Brunswick (UNB), von 1987 bis 1989 als Research Fellow und dann als Professor am Department of Geodesy and Geomatics Engineering der UNB. Mit 1. April 1997 wurde Kleusberg als C4-Professor und Direktor des Instituts für Navigation an die Universität Stuttgart berufen. Von 2012 bis 2015 war er dort Prorektor für Lehre und Weiterbildung.